# 옥소리 (사운드 카드)
옥소리는 대한민국의 삼호전자가 1992년에 출시한 사운드 카드이다. 사운드 블라스터의 호환을 광고하던 다른 사운드 카드들도 존재하였으나, 옥소리는 사운드 블라스터 프로와 호환하였으며, 삼호전자가 직접 제조한 VMP-3300 모델의 음원 칩이 사용되어 미디 음원을 지원함으로써 노래방 기능을 제공하는 것이 특징이다. 출시 당시 운용환경으로는 도스를 사용하였다.

## 특징
개인 컴퓨터의 내부에 카드를 장착하여, 컴퓨터 프로그램을 통하여 음악과 효과음을 내도록 제작하였다. 〈옥피리〉를 비롯한 프로그램을 함께 제공하였다.
General MIDI를 호환하는 미디 음원을 내장한 카드를 기존카드와 연결하는 옵션보드 형태로 옥소리 프로페셔널이란 이름으로 별도로 출시하였다. 도터보드를 연결하여 확장할 수 있는 WS32 시리즈가 출시되었고 도터 보드의 사양에 따라 MI, ME, MEF, MEF2 시리즈로 구분되었다. ME와 MEF, MEF2는 DREAM 사의 미디 프로세스를 탑재하여 음원을 출력하였다. 이후, 한솔에 인수된 옥소리는 한솔 MEF 시리즈가 출시되면서 한장의 카드로 통합되어 사라졌다 (초반에는 재고 소진으로 분리형으로 판매됨)
기본 메모리에 상주하지 않는 방식의 드라이버를 사용하여, 기본 메모리를 많이 필요로 하는 게임 실행 시 타 사운드 카드보다 메모리 확보에 유리한 특징이 있었다.

### 카드 모델
- 옥소리 1.0
- 옥소리 1.2
- 옥소리 ECHO
- 옥소리 1.3
- 옥소리 1.5
- 옥소리 MIDI B/D
- 옥소리 1.6
- 옥소리 Basic
- 옥소리 1.7
- 옥소리 1.8
- 옥소리 1.8E
- 옥소리 2.0
- 옥소리 2.5
- 옥소리 2.6
- 옥소리 2.7
- 옥소리 2.8
- 옥소리 2.8 ET
- 옥소리 3.0
- 옥소리 3.7
- 옥소리 3.7 ET
- 옥소리 3.8
- 옥소리 3.8 AT
- 옥소리 3.8 Sony
- 옥소리 3.8 ET
- 옥소리 3.8 PCM
- 옥소리 3.8 PCMe
- 옥소리 3.8 IIIe
- 옥소리 Magic
- 옥소리 3.8 PCM III
- 옥소리 Professional (1.0, 2.0, 3.0) (미디 카드에 + MEF2 모듈을 장착하여 옥프로 4.0 출시할 예정이었으나 미디 카드만 별도로 판매함)
- 옥소리 16
- 옥소리 16-II
- 옥소리 16 BIT II
- 옥소리 16-BASIC
- 옥소리 WS16
- 옥소리 WS16E
- 옥소리 WS16EPCM
- 옥소리 WS16PCM
- 옥소리 WS16PCM III
- 옥소리 WS32 MI
- 옥소리 WS32 MM
- 옥소리 WS32 MEF
- 옥소리 MULTI I/O
- 옥소리 WS32 MEF-2
- 옥소리 CD-VISION T-PRO
- 옥소리 CD-VISION M-PRO
- 옥소리 CD-ROM INTER B/D

- 훈테크 MEDIA 7.1
- 훈테크 홈씨어터 7.1 (미디 도터 보드로 미디 옵션 확장 가능)

### 설정 방법
사운드 카드에 따라 IRQ를 설정하는 방법은 조금씩 다르다. 옥소리는 점퍼 스위치를 이용해 IRQ를 지정하는 방식이다. 사운드 카드에서 점퍼 스위치로 IRQ를 설정한 뒤에는, 도스에서 SET 명령으로 IRQ 환경변수를 지정해야 한다. 옥소리의 경우 이를테면 다음과 같다. (사운드 블라스터의 경우 BLASTER 변수를 사용하는 반면, 옥소리의 경우 OKSORI 변수를 사용한다)
SET OKSORI=V0 S220 M330 I7 D1

위의 내용을 AUTOEXEC.BAT에 추가해 주면, 컴퓨터가 시작될 때 자동으로 사용자가 정의한 설정값을 사용하게 된다. (물론 AUTOEXEC.BAT에 추가로 옥소리 카드용 별도 사운드 카드 드라이버를 로드하도록 설정해야 한다.)

## 성장 및 쇠퇴
한국에서 사운드 블라스터 등 타 사운드카드에 견주어 훌륭한 성능을 보여주어 한때 한국내 사운드카드 판매에서 80%를 차지하는 등, 사운드 블라스터의 기세를 누르기도 했지만, 도스 시절의 인기와는 대조적으로, 윈도우 95로의 이전 실패로 여러 문제점이 불거졌다.
옥소리를 제조한 삼호전자는 1995년 한솔전자에 매각되었다. 인수 후 전 직원들이 모여 설립한 훈테크와 외국업체와의 경쟁에 밀려 사운드 카드 부문은 사라졌다.